# Leptogenys magna
Leptogenys magna é uma espécie de formiga do gênero Leptogenys, pertencente à subfamília Ponerinae.